# Cinemanía
Cinemanía es una revista de cine fundada en 1995 y dirigida por Carlos Marañón. Se publica mensualmente en España. Pertenece al Grupo Henneo —dirigido por Fernando Yarza— editor de 20minutos, LA INFORMACIÓN, Heraldo de Aragón y del Diario del Alto Aragón, así como de la comercializadora BLUEMEDIA, entre otros medios.
Su precio actual es de cuatro euros.

## Historia
Cinemanía fue fundada, con una media de 80000 ejemplares vendidos el 25 de septiembre de 1995.
Cinemanía fue la primera revista española que creó un holograma en la portada, en junio de 2005. En otras ocasiones especiales, se ha lanzado la revista con portadas triples, o tres portadas distintas para que el lector pueda elegir entre ellas.
Desde el cambio de director, en marzo de 2007, Cinemanía se orientó a posturas más humorísticas y basadas en la ironía, y por reportajes que son atractivos para cinéfilos, pero también para los más recientes admiradores del séptimo arte. Empezó, por ejemplo, a incluir chistes satíricos de Paco Alcázar.
La revista perteneció al Grupo Prisa, fundado por Jesús de Polanco, hasta el año 2015. Este año la revista fue vendida a Pedro Ruiz de Marcos, figurando como administrador único de Cinemanía Magazine SL. Ruiz de Marcos. En este momento El Mundo llega a un acuerdo con Cinemanía sobre la integración de sus contenidos en la web.
En 2018 tanto la revista como la web son adquiridas por el Grupo Henneo. Su presidente Fernando de Yarza ha intentado impulsar un proceso de alianza entre su compañía, Prisa y Vocento que aún no se ha llegado a materializar.

## Secciones
- REPORTAJES: En cada publicación de Cinemanía se incluyen varios reportajes extensos sobre alguna de las películas más destacadas que se estrenarán durante ese mes y sobre algún personaje del mundo del cine que es noticia. A veces también aparecen entrevistas.

- POP CORN: Es la sección principal de la revista y está dividida, a su vez, en varias secciones:
  - Noticias: referidas a actores, actrices, directores, películas y, en general, cualquier noticia relacionada con el cine
  - Protagonistas: este apartado ofrece una entrevista a algún personaje famoso.
  - Taquilla internacional: expone las películas que están en cartel en Estados Unidos y en el Reino Unido.
  - Proyectos y rodajes: en la que hablan de las películas que están en fase de rodaje o de postproducción.
  - Crónicas, curiosidades, rostros: es la sección rosa de la revista, en la que cuentan los últimos cotilleos de los famosos del cine.
  - Premios y festivales: cuenta las últimas noticias sobre los festivales recientes y los premios otorgados en ellos.
  - Soy un cinéfalo: columna y viñeta mensual de Joaquín Reyes.
  - Diario de rodaje: un cineasta cuenta en primera persona las intimidades de su último rodaje.
  - Cuestionario Pop: preguntas cinéfilas e irreverentes a un actor/actriz.

- CINE EN CASA: En esta sección se hace referencia a los estrenos de películas en DVD. También se dedica una parte a los clásicos, al cine de animación, a discos y libros relacionados con el mundo del cine e incluye un Quiz, cuestionario sobre alguna película o tema cinematográfico.

- ESTRENOS: La revista ofrece a sus lectores una sección en la que habla de todas las películas que se estrenarán ese mes. Indica, además, el día del estreno, hace una crítica de ellas y las valora dándoles estrellas (desde cero hasta cinco).

- SERIES: En abril de 2009 CINEMANÍA incluyó junto a su cabecera un & SERIES para reforzar la idea de que en sus páginas se daba un tratamiento especial a la información sobre la ficción televisiva. Entrevistas, reportajes especiales, visitas a rodajes, premios... La estructura y aproximación es muy similar a la que hace el resto de la revista sobre el mundo del cine.[2]

## Especiales
En alguna ocasión la revista incorpora algunos especiales relacionados con la época del año o con algún evento, como son los especiales de terror, de Navidad, etc.

## Equipo
- Director: Carlos Marañón.
- Redactora Jefe: Andrea G. Bermejo
- Jefe de sección:  Daniel de Partearroyo.
- Redacción: Yago García, Janire Zurbano y Miguel Ángel Romero.
- Director de arte: Carmen Martín.
- Edición: Grupo Henneo.